# Bestorpsdösen

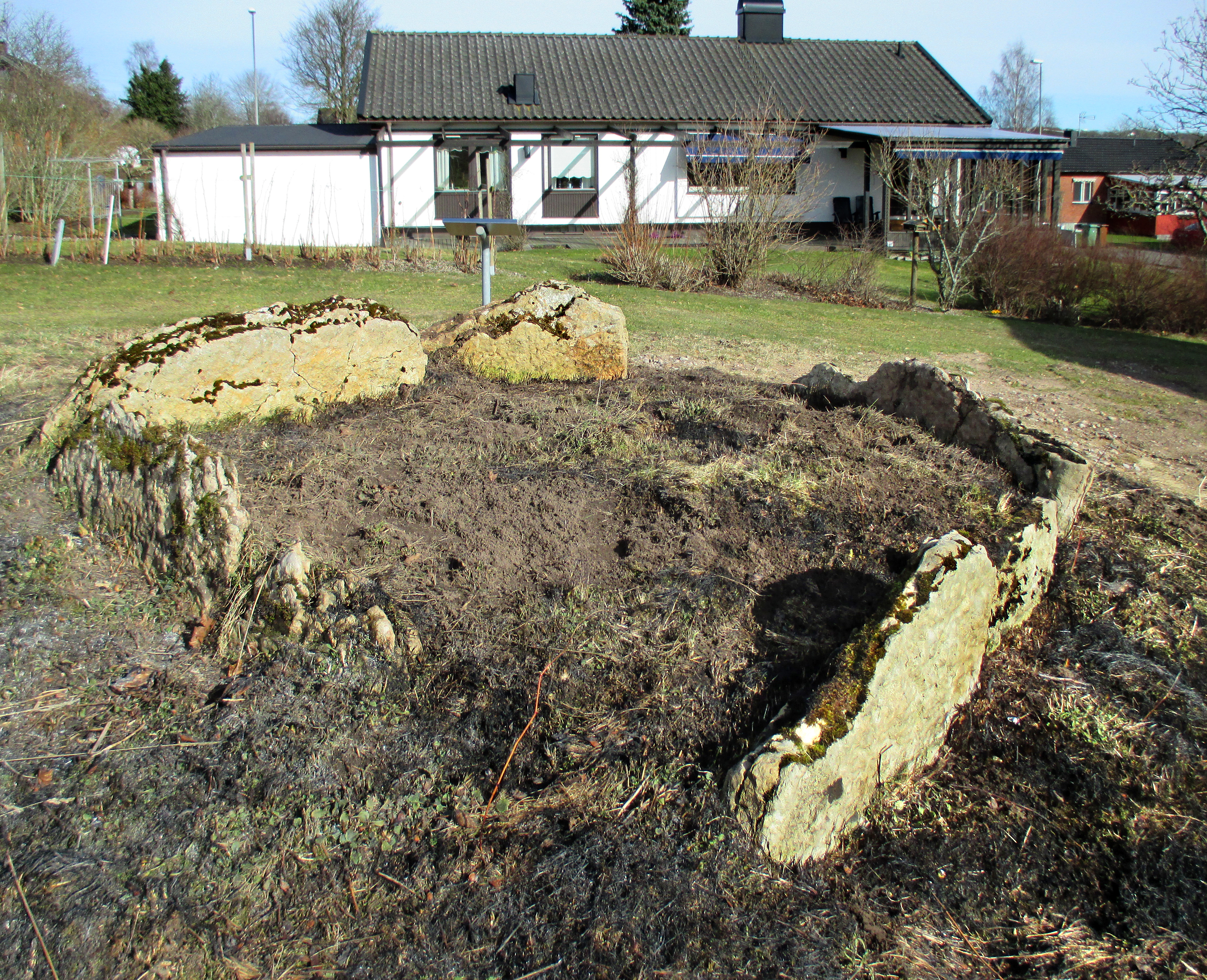
Bestorpsdösen

Der Bestorpsdösen ist eine Megalithanlage der Trichterbecherkultur (TBK), aus der Jungsteinzeit etwa 3500–2800 v. Chr. innerhalb des Stadtgebietes von Falköping am Abhang des Mösseberges und stellt eines der vielen Monumente auf der sogenannten Fala dar. Die Fala ist eine Kalksteinebene, die sich im Zentrum Västergötlands in Schweden im Dreieck zwischen den Bergen Mösseberg, Ålleberg (Fundplatz des Goldhalskragens von Ålleberg) und dem Billingen erstreckt. Die wichtigsten Untersuchungen in diesem Gebiete sind von Karl Esaias Sahlström (1884–1964) unternommen worden.
Der Dolmen (schwedisch Döse) besteht aus fünf Tragsteinen aus weißem Kalkstein, die ein unregelmäßiges Fünfeck bildeten und im Osten eine breite Lücke lassen. Er bereitete Carl Cullberg, der die Anlage 1959 ausgrub und restaurierte, einige Probleme. Die Form ähnelt Kammern in Bohuslän und Dänemark. Innerhalb der Kammer gab es quergestellte hohe, rote Kalksteinplatten, welche Sektionen bilden. Von den Decken- und Gangsteinen gibt es keine Spur. Der Kammerinhalt war gestört. Das Skelett- und Fundmaterial war mit modernem Abfall vermischt, das letztgenannte bestand aus Schmuck aus Knochen und Bernstein sowie aus Abschlägen von Feuerstein und Quarzit. Trotz genauer Suche innerhalb und außerhalb der Kammer fand sich keine Spur von Keramik. 
Der Befund bereitet Datierungsprobleme und weist auf die Eigenart hin, dass die Fala ein geschlossenes Gebiet ohne jede Keramik in den Megalithanlagen darstellt, umgeben von Wohnplätzen mit Keramik.